# Forward party
Forward Party je vznikající politická strana v USA. Vznikla sloučením tří menších politických stran, kterým se současné rozdělení politické moci mezi Demokratickou a Republikánskou stranu. Za vznikem stojí bývalí členové jak Demokratické tak Republikánské strany.

## Historie
Strana chce na podzim roku 2022 uspořádat sérii akcí ve dvou desítkách amerických měst, aby představili svou platformu. Oficiální zahájení má proběhnout 24. září v Houstonu. První celostátní sjezd by se měl uskutečnit v létě roku 2023.
Strana se na svůj vznik odvolává na průzkum agentury Gallup z roku 2021, podle něhož dvě třetiny Američanů věří v potřebu třetí strany.
Uskupení by chtělo získat oficiální stranickou registraci a přístup k volbám ve 30 státech do konce roku 2023. Před prezidentskými volbami a volbami do Kongresu v roce 2024 by chtělo uskupení mít již ve všech 50 amerických státech přístup k volbám.

## Politické cíle a pozice
Cílem uskupení je „oživení spravedlivé, prosperující ekonomiky“ a „dát Američanům větší možnost volby, větší důvěru ve fungující vládu a větší vliv na naši budoucnost“. Strana zatím neuvedla nic konkrétního ohledně své politiky kromě toho, že se považuje za představitelku politického středu.

## Kritika
Oznámení vzniku na sociálních sítích se podle agentury Reuters rychle setkalo s kritikou spousty demokratů, kteří se obávají, že nová strana může odčerpat více hlasů demokratům než republikánům, a tak nakonec pomoct k výhře Republikánské straně.